# Fülöp Kocsis
Péter Fülöp Kocsis (ur. 13 stycznia 1963 w Segedynie) – węgierski duchowny katolicki rytu bizantyjskiego, archieparcha Hajdúdorogu od 2008, głowa Kościoła katolickiego obrządku bizantyjsko-węgierskiego od 2015.

## Życiorys

### Prezbiterat
2 sierpnia 1989 otrzymał święcenia kapłańskie i został prezbiterem egzarchatu Miszkolca. Po święceniach i studiach w Rzymie przez kilka lat pracował duszpastersko na terenie egzarchatu. W latach 1995–1999 przebywał w klasztorze benedyktyńskim w Chevetogne, zaś po powrocie do kraju założył podobną wspólnotę w Damóc.

### Episkopat
2 maja 2008 został mianowany przez Benedykta XVI biskupem Hajdúdorogu oraz administratorem apostolskim egzarchatu Miszkolc. Sakry biskupiej udzielił mu jego poprzednik Szilárd Keresztes.
5 marca 2011 w związku z nominacją nowego egzarchy Miszkolca, Atanáza Orosza, przestał pełnić funkcję administratora tegoż egzarchatu. 20 marca 2015 podniesiony do godności arcybiskupa metropolity.